# Aeródromo de Giessen
O Aeródromo de Giessen foi um antigo complexo militar na Alemanha, localizado a nordeste de Giessen. Foi o primeiro aeroporto da sua zona.

## História
O complexo foi inaugurado como aeroporto civil em Julho de 1925. Contudo, o aeródromo data desde 1911 quando começou a ser usado por biplanos. Em 1924 um evento aéreo desportivo ocorreu no local. Hangares e outros edifícios começaram a ser construídos em 1929.
Depois do estabelecimento do governo nacional socialista em 1933, o aeródromo tornou-se militarizado, e tornou-se na casa de da Kampfgeschwader 55. Em 1938, o aeródromo foi alargado e foram construídos mais edifícios.
Em Abril de 1945, as forças norte-americanas ocuparam o local, e em Julho a força aérea do exército dos estados unidos moveu-se para o local. Depois de serviu durante anos as forças norte-americanas, o complexo foi encerrado em 2008.